# Chroman
Chroman ist eine chemische Verbindung, bei der ein Benzolring mit Dihydropyran (einem sauerstoffhaltigen Heterocyclus) anelliert ist. Es handelt sich dabei um das Dihydro-Derivat der Chromene.
Die Substanz ist ein pfefferminzartig riechendes Öl (vgl. Menthol).

## Synthese
Herstellen kann man Chromane zum Beispiel durch Zusetzen von einem Äquivalent Natriumborhydrid zu dem entsprechenden ortho-3-Ketoalkyl-Phenol und anschließende Aufarbeitung, oder auch durch katalysierten Ringschluss in einem ähnlichen Ausgangsmolekül mit aktivierter Doppelbindung (über diese findet der Ringschluss statt).

## Derivate
Natürlich vorkommende Derivate des Chromans sind die Catechine, Rotenoide, Tocopherole (Vitamin E) sowie einige der Cannabinoide.
Künstlich hergestellte Chromane sind z. B. die Arzneistoffe Cromakalim, Nebivolol, Ormeloxifen und Troglitazon.
Zu erwähnen ist außerdem 4-(2,2,4-Trimethyl-4-chromanyl)phenol, die sogenannte Dianinsche Verbindung (nach Alexander Dianin), die Clathrate bildet.

Dianinsche Verbindung